# Eitel Frederik II van Hohenzollern
Eitel Frederik II van Hohenzollern (circa 1452 – Trier, 18 juni 1512) was van 1488 tot aan zijn dood graaf van Hohenzollern. Hij behoorde tot het huis Hohenzollern.

## Levensloop
Eitel Frederik II was de zoon en erfgenaam van graaf Justus Nicolaas I van Hohenzollern en Agnes van Werdenberg-Heiligenberg. In 1488 volgde hij zijn vader op als graaf van Hohenzollern. 
Hij zette zijn vaders beleid verder en bleef de goede relaties verderzetten met de Frankische linie van het huis Hohenzollern, die het markgraafschap Brandenburg en het burggraafschap Neurenberg bestuurden. Tijdens de jaren dat zijn vader regeerde, bracht hij meerdere jaren door aan het hof van keurvorst Albrecht Achilles van Brandenburg. Vanaf 1481 was hij de gezaghebbende van de heerlijkheid Crossen an der Oder en in 1483 werd hij in Brandenburg adviseur. Later diende hij ook als gouverneur van Cottbus en Züllichau.
In 1482 huwde hij in Berlijn met Magdalena (1460-1496), dochter van markgraaf Frederik van de Altmark. Door dit huwelijk werd er een familieband gecreëerd tussen de twee linies van het huis Hohenzollern. Keurvorst Albrecht Achilles van Brandenburg, die zelf enige bezittingen bezat in Zwaben, beschermde vanaf dan zijn Zwabische verwanten tegen de machtige graven van Württemberg, die lange tijd een bedreiging vormden voor de Zwabische linie van het huis Hohenzollern.
Eitel Frederik II was ook een nauwe vriend van keizer Maximiliaan I van het Heilige Roomse Rijk en onderhield goede relaties met het huis Habsburg. Hierdoor kon hij een grote invloed uitoefenen op het keizerlijke beleid. Hij vervulde diplomatieke diensten voor Maximiliaan en vocht namens hem in de Nederlanden. In 1479 onderscheidde hij zichzelf in de Slag bij Guinegate en in 1488 leidde hij de voorhoede tegen de opstandige burgers van Brugge, die Maximiliaan I gevangenhielden. 
Eitel Frederik diende ook als rechter onder keizer Maximiliaan I en bij de oprichting van het Rijkskamergerecht in 1495 werd hij aangesteld tot de eerste voorzitter. In 1497 of 1498 werd hij benoemd tot raadgever van het aartshertogdom Oostenrijk. In 1499 leidde Eitel Frederik samen met Dietrich Blumeneck een klein leger tegen het Oude Eedgenootschap en veroverde hij Rorschach op de zuidelijke bank van het Bodenmeer. In 1500 bezette hij namens Oostenrijk het graafschap Gorizia en in 1501 werd hij door keizer Maximiliaan I benoemd tot ridder in de Orde van het Gulden Vlies. Op 12 september 1504 vocht hij in de Landshuter Successieoorlog in Regensburg tegen Koninkrijk Bohemen en het Paltsgraafschap aan de Rijn. Hij was de commandant van de rechtervleugel van de cavalerie en speelde een belangrijke rol die bijdroeg tot de overwinning.
In 1488 werd hij door het huis Habsburg beleend met het graafschap Haigerloch en in 1497 kreeg hij het erfelijk bezit over dit graafschap.
Eitel Frederik II stierf in 1512 op ongeveer 60-jarige leeftijd. Hij werd bijgezet in de kapittelkerk van Hechingen, die hij in 1505 zelf had opgericht. 

## Nakomelingen
Eitel Frederik en zijn echtgenote Magdalena kregen zes kinderen:
- Frans Wolfgang (1483/1484-1517), graaf van Haigerloch, huwde in 1503 met markgravin Rosina van Baden
- Wandelberta (1484-1551), huwde in 1507 met graaf Albrecht III van Hohenlohe-Weikersheim
- Joachim (1485/1486-1538), huwde in 1513 met Anastasia van Stoffeln
- Maria Salomea (1488-1548), huwde in 1507 met graaf Lodewijk XV van Oettingen
- Eitel Frederik III (1494-1525), graaf van Hohenzollern
- Anna (1496-1530), werd kloosterzuster